# Queen Rocks
Queen Rocks je kompilační album britské skupiny Queen, které bylo vydáno v roce 1997.
Obsahuje i jednu novou studiovou nahrávku, píseň na počest Freddimu Mercurymu s názvem No One But You (Only the Good Die Young), která byla až do roku 2008 (album The Cosmos Rocks) poslední studiovou nahrávkou Queen.
Téhož roku vyšla i stejnojmenná videokazeta, která obsahovala skladby v poněkud odlišném pořadí, písně One Vision, Tie Your Mother Down, It's Late v jiných verzích a píseň I Can't Live With You pouze v závěrečných titulcích.

## Seznam skladeb
1. We Will Rock You
2. Tie Your Mother Down
3. I Want It All
4. Seven Seas Of Rhye
5. I Can't Live With You
6. Hammer To Fall
7. Stone Cold Crazy
8. Now I'm Here
9. Fat Bottomed Girls
10. Keep Yourself Alive
11. Tear It Up
12. One Vision
13. Sheer Heart Attack
14. I'm In Love With My Car
15. Put Out The Fire
16. Headlong
17. It's Late
18. No-One But You (Only The Good Die Young)